# Monecphora nigroapicata
Monecphora nigroapicata är en insektsart som beskrevs av Victor Lallemand 1938. Monecphora nigroapicata ingår i släktet Monecphora och familjen spottstritar. Inga underarter finns listade i Catalogue of Life.